# 仕事始め
仕事始め（しごとはじめ）とは、年始となる1月の上旬の、最初の仕事のこと。

## 解説
西洋式の商慣習が普及する以前は、1月2日に普段の仕事を形だけ行い、その年の労働の安全や技能の上達を願うならわしがあった。
農村では田畑に鍬を入れたり、縄作りの作業を始め、田の神を祀って米や餅などを供えた。山村では山の神をまつり、木の伐り初めを行った。漁村では、船霊をまつって舟の乗り初めを行った。商家では、初売や初荷が仕事始めに当たる。
日本の官公庁では行政機関の休日に関する法律（昭和63年12月13日、法律第91号）により、12月29日から1月3日までを休日として定めており、1月4日を御用始めとして、その年の最初の業務日となっている。1月4日が土曜日・日曜日に当たるときは、それぞれ1月6日・1月5日が御用始めとなる。
地方公共団体は、地方自治法第4条の2によりその休日を条例で定めるものとされており、その第2項第3号で「年末または年始における日で条例で定めるもの」と決められている。そのため、条例により年末年始の休日が定められ、その翌日が御用始めとなるが、条例で12月29日から1月3日まで以外の日程で定められていれば必ずしも1月4日が御用始めになるわけではなく、条例で定められた年末年始の休日の翌日が当然に御用始めになり、その日が土曜日・日曜日・祝日（特にハッピーマンデー制度により曜日固定となった成人の日）に当たる場合はその次の平日が御用始めとなる。
一般企業でもこれに準じていることが多いが、1月5日を仕事始めとする企業もある（1月5日が土曜日に当たる場合は、1月7日を仕事始めとする企業もある）。昭和後期までは、特に女性社員が着物を着て出社する場合もあった。
日本国外では多くの国で新年の休日は元日のみで、1月2日には通常業務が開始される。西洋諸国でにおいては元日がクリスマス休暇の最終日となるケースが多く、正月を旧暦で祝う中華圏・朝鮮半島においては新暦の新年は1月1日のみが休日となっている。
2019年12月6日、愛知県豊田市は仕事納め式と仕事始め式を有給休暇取得の働き方改革として廃止すると発表。全国では長野県や滋賀県彦根市などが2018年〜2019年の年末年始に廃止している。